# Gare de Barking Riverside
 (juillet 2020).
Si vous disposez d'ouvrages ou d'articles de référence ou si vous connaissez des sites web de qualité traitant du thème abordé ici, merci de compléter l'article en donnant les références utiles à sa vérifiabilité et en les liant à la section « Notes et références ».
 (août 2022).
Le contenu est difficilement compréhensible vu les erreurs de traduction, qui sont peut-être dues à l'utilisation d'un logiciel de traduction automatique.
 (juillet 2022).
Barking Riverside est une gare ferroviaire dans le quartier londonien de Barking et Dagenham, à l'est de Londres, desservie par le London Overground. Elle dessert la zone de régénération de Barking Riverside, comprenant des logements, des loisirs et des commerces. La gare est inaugurée en juillet 2022 dans le cadre d'une extension de 260 millions de livres sterling de Gospel Oak à Barking Line sur le réseau London Overground. 
L'extension s'étend en partie sur la ligne existante de Londres, Tilbury et Southend Railway à partir de Barking, exploitée par C2c, et sur plus de 1,5 kilomètre (0,93 mi).
Des appels ont également été lancés pour prolonger la ligne plus au sud de l'autre côté de la rivière jusqu'à Thamesmead et Abbey Wood (voir schéma). En août 2017, le gouvernement a accordé la permission pour l'extension et une future disposition pour un arrêt à Renwick Road et déclare qu'une nouvelle extension à travers la Tamise devrait être prévue.

## Histoire
Le développement de Barking Riverside est un site de friches industrielles d'environ 178,062 hectares, sur le site de l'ancienne centrale électrique de Barking. Le site dispose d'un permis de construire pour environ 10 800 maisons, mais des restrictions de planification empêchent plus de 1 200 maisons sans liaisons de transport adéquates. Une extension du Docklands Light Railway à Dagenham Dock a été proposée au milieu des années 2000 pour un coût d'environ 750 millions de livres sterling, mais cette extension a été annulée en 2008 par le maire de Londres, Boris Johnson. À la suite de cela, Transport for London a évalué diverses options pour apporter des liaisons de transport à Barking Riverside, y compris l' extension DLR précédemment proposée, l'extension de la ligne Hammersmith & City à Grays, de nouveaux services de bus à haute fréquence séparés et une nouvelle station à Renwick Route. 
À la suite d'une décision d'étendre la ligne Gospel Oak à Barking dans la région en 2014 le tracé proposé a été consulté en 2014, 2015 et 2016. À la suite de cela, une ordonnance de la Loi sur les transports et les travaux pour l'extension et la nouvelle la station a été soumise en mars 2016. Dans le cadre de ce processus, une enquête publique a été tenue en octobre 2016. L' ordonnance sur les transports et les travaux a été approuvée en août 2017. En quittant la station Barking vers le sud-est, l'extension de la ligne Gospel Oak à Barking suivra la ligne London, Tilbury et Southend sur environ 2,4 km. En passant sous Renwick Road, une future station à Renwick Road a été passivement protégée. L'extension tourne ensuite vers le sud, traversant la ligne principale et le chantier de fret de Ripple Lane sur un viaduc, ainsi que traversant les tunnels à grande vitesse 1. Le viaduc continue ensuite vers le sud sur 1,5 km jusqu'à la station élevée de Barking Riverside. Bien que la gare appartienne à Transport for London, l'infrastructure ferroviaire sera confiée à Network Rail une fois terminée. 
À la suite de l'approbation de l' ordonnance sur les transports et les travaux en août 2017, la construction de l'extension par une coentreprise de Morgan Sindall et VolkerFitzpatrick commencé fin 2018. La construction devrait durer trois ans au coût de 260 M £, avec l'ouverture de la nouvelle gare en décembre 2021. Le bâtiment de la gare sera conçu par les architectes Weston Williamson.